# 衛考伯
衞考伯（？—？），名已失，是衞康伯之子，衞嗣伯之父。
衞考伯是中国西周初期诸侯国卫国的第三代君主（卫侯）。他的曾祖父是周文王、祖父是卫康叔。他的在位时期大约相当于周康王、周昭王时。
| 前任： 父衞康伯（牟伯） | 衞國君主 | 繼任： 子衞嗣伯 |